# Port-Saint-Père

Port-Saint-Père este o comună în departamentul Loire-Atlantique, Franța. În 2009 avea o populație de 2,661 de locuitori.